# AnnaSara Hammar
Anna-Sara (AnnaSara) Erika Hammar, född 12 mars 1982 i Kalmar församling i Kalmar län, är en svensk historiker.

## Biografi
AnnaSara Hammar avlade filosofie doktor-examen i historia vid Umeå universitet 2014 med avhandlingen Mellan kaos och kontroll. Social ordning i svenska flottan 1670–1716. Sjöhistoriska samfundet tilldelade henne samma år Forskarpriset till Jan Gletes minne för hennes avhandling. Hon är sedan 2016 eller 2017 ledamot av styrelsen för Sjöhistoriska samfundet.